# Lugal-kiniše-dudu
Lugal-kiniše-dudu (andere Normalisierung Lugal-kiĝine-dudu) war ein sumerischer König, der im Verlauf des 24. Jahrhunderts v. Chr. in Uruk herrschte.

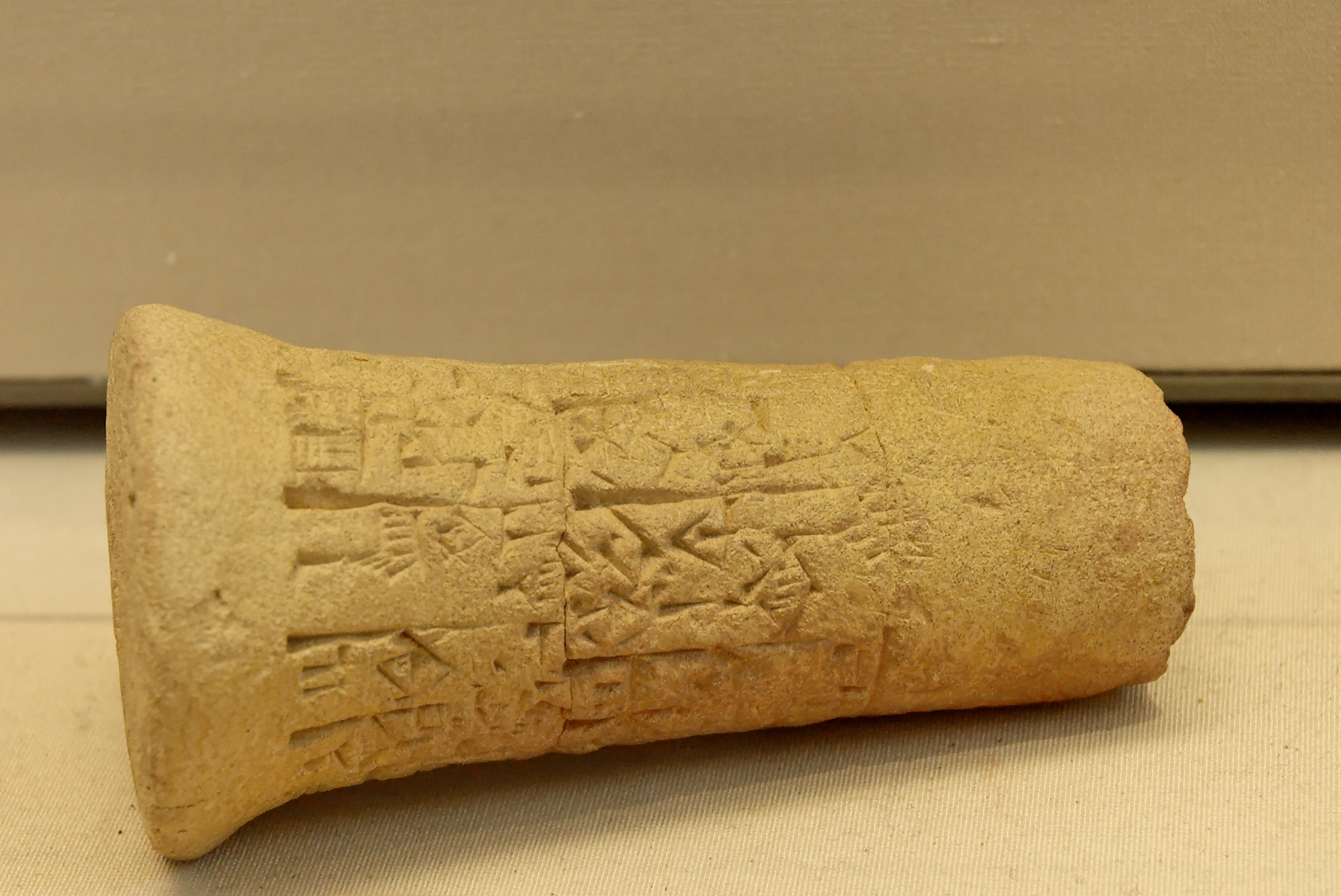
Nagel aus gebranntem Ton mit dem Friedensvertrag zwischen En-metena und Lugal-kiniše-dudu

## Etymologie
Lugal-kiniše-dudu, auch Lugal-kinische-dudu, Lugal-kinishe-dudu oder gar nur Kin-gen-eš-dudu, leitet sich ab vom Sumerischen dLugal-ki-ni-še3-du7-du7, angeführt in der Sumerischen Königsliste Kapitel 2. 1. 1., Zeile 188.

## Biographie
Lugal-kiniše-dudu war der Sohn des Enšakušana, der laut der Sumerischen Königsliste die 2. Dynastie von Uruk begründet hatte. Lugal-kiniše-dudu soll seinem Vater auf den Thron des En in Uruk gefolgt sein und dann 120 Jahre regiert haben – eine wohl stark übertriebene Angabe der Königsliste, die auch gerade an dieser Stelle nur schlecht zu entziffern ist.
Der Text lautet:

„lugal-ur-e / lugal-ki-ni-še3-du7-du7 / 2 / šu-ši / mu / i3-ak“

oder übersetzt:

„Lugal-ur-e / Lugal-kiniše-dudu / 2 / sechzig / Jahre / regierte“

Erhaltene Inschriften von Lugal-kiniše-dudu bezeugen, dass er die ererbte Machtstellung seines Vorgängers nicht nur bewahren konnte, sondern sie auch weiter ausbaute. So bezeichnete er sich überdies als König (Lugal) von Ur (und auch von Kiš):

„Ich übe das Entum über Uruk und das Nam Lugal (Königtum) in Ur aus“

Das bemerkenswerteste Dokument, in dem Lugal-kiniše-dudu erwähnt wird, ist ein Nagel aus gebranntem Ton, der in Girsu gefunden wurde. Der darauf angebrachte  Keilschrifttext feiert ein Allianzabkommen mit En-metena von Lagaš. Dies ist somit der älteste bekannte Allianz- oder  Friedensvertrag zwischen zwei Herrschern.
Auf Lugal-kiniše-dudu folgte in Uruk laut der Sumerischen Königsliste Argandea, der nur 7 Jahre regierte.

## Datierung
Die Regierungszeit von Lugal-kiniše-dudu wird mit dem Zeitraum 2380 bis 2361 v. Chr. angegeben.